# 武汉酸
武汉酸（英語：Wuhanic acid）是一种24碳的不饱和脂肪酸，和内布拉斯加酸共同提取自诸葛菜属（Orychophragmus）植物，分别以发现者所属大学华中农业大学与内布拉斯加大学林肯分校的所在地命名。